# Uwe Steinmetz (Musiker)

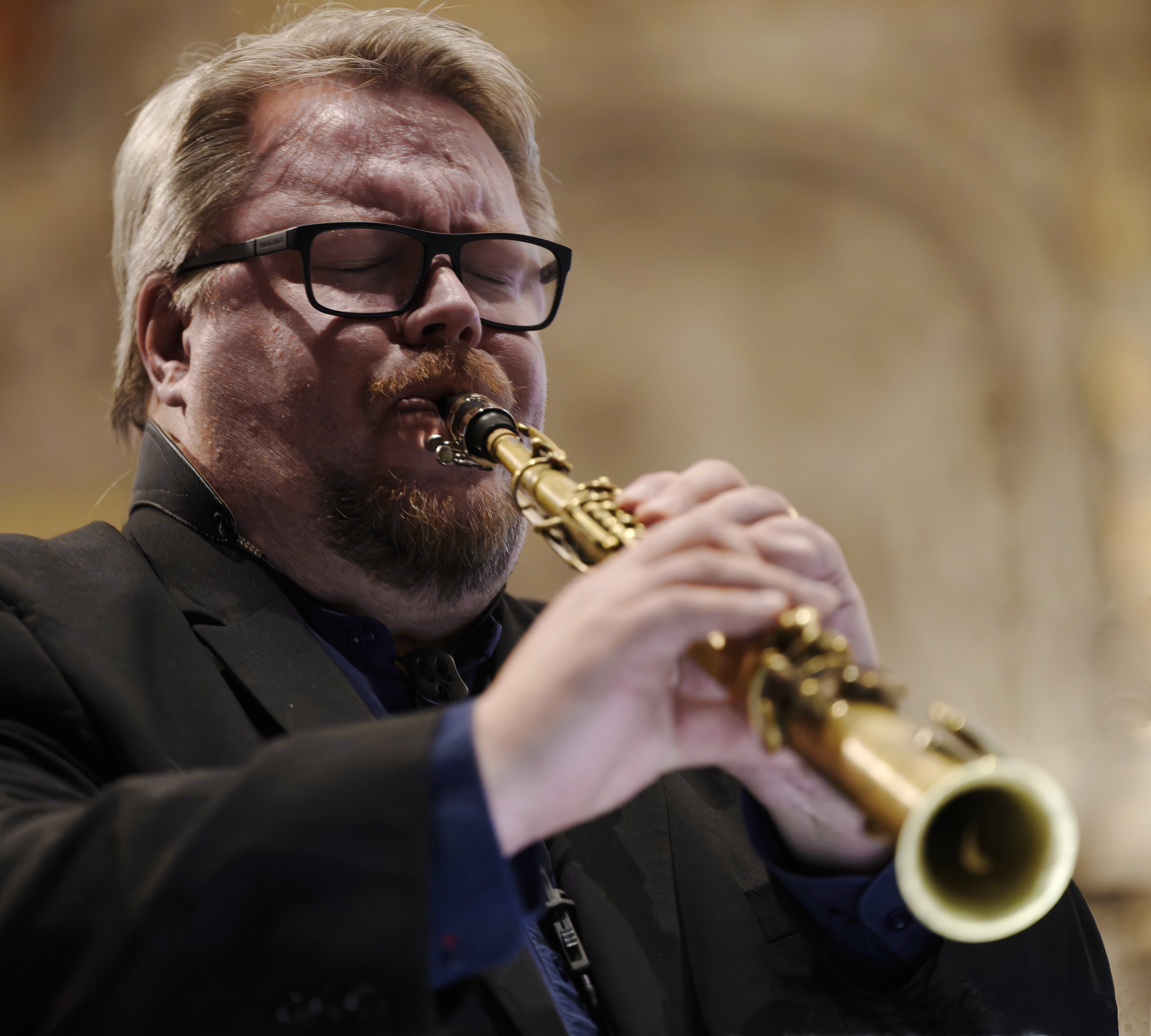
Uwe Steinmetz im Konzert mit Arne Jansen und Anders Jormin in der Stadtkirche Darmstadt am 1. Dezember 2024

Uwe Steinmetz (* 1975 in Bremervörde) ist ein deutscher Jazzmusiker (Saxophon, Komposition). Er beschäftigte sich zudem mit der Verbindung der Tradition der Kirchenmusik mit modernen Formen von Musik.

## Leben und Wirken
Steinmetz, der aus Norddeutschland stammt, begann mit 16 Jahren professionell aufzutreten. Von 1996 bis 1998 studierte er Saxophon und Musiktheorie an der Hochschule für Musik Hanns Eisler Berlin, um dann seine Studien bis 1999 an der Swiss Jazz School in Bern fortzusetzen. Nach einer Tätigkeit als Musiklehrer in Südindien studierte er 2001/2002 im Masterprogramm des New England Conservatory of Music in Boston.
Erste Aufnahmen entstanden bereits 1994, als er Arabella Kiesbauer begleitete. Mit dem Bundesjazzorchester unter Leitung von Peter Herbolzheimer war er 1999 an dem Album On Tour beteiligt. Im Laufe seiner Karriere legte er eine Reihe von Alben unter eigenem Namen vor: 2001/02 nahm er in Boston mit dem Bassisten Ben Schwendener das gemeinsame Album Apfelschaun (Gravity Arts) auf. Mit Ben Schwendener entstanden in den USA weiterhin Aufnahmen mit Marc Rossi und Joe Maneri. In den folgenden Jahren spielte er in Deutschland mit Alejandro Sanchez (Schärfe einer Sekunde, 2005), im von Izidor Leitinger geleiteten European Movement Jazz Orchestra (EMJO Live in Coimbra, 2010) und mit Eva Kruse (zuletzt New Legend, 2020). Mit dem Gitarristen Arne Jansen und dem Schlagzeuger Sebastian Merk bildete er ein eigenes Trio.
Mit der NDR Bigband und den Young Voices Brandenburg trat Steinmetz 2019 mit dem Programm God is Now in der Gedächtniskirche (Berlin) auf. 2020 legte er die Aufnahme seines Jazzoratoriums Lass leuchten uns dein göttlich Licht vor, arrangiert nach Chorälen von Martin Luther wie „Ach Gott, vom Himmel sieh darein“, an dem neben der Sängerin Esther Kaiser auch Musiker wie Arne Jansen und Eric Schaefer mitgewirkt hatten. Regelmäßig tritt Steinmetz im Duo mit dem Organisten Daniel Stickan auf. Mit Stickan hat er das Projekt „Waves“ gegründet, das Jazz und Kirchenmusik verbindet und die Bestandteile der gottesdienstlichen Liturgie durch neue Klänge beleben möchte.
Des Weiteren komponierte Steinmetz Werke für Chöre, Orgel, Kammerorchester, Streichquartett und Bigband; das Athesinus Consort Berlin unter Klaus-Martin Bresgott stellte mehrere seiner Werke auch auf Tonträger vor. 2011 veröffentlichte er mit Christoph Georgii und Beat Rink das Realbook of Great Hymns. Er unterrichtete von 2008 bis 2021 an der Hochschule für Musik und Theater Rostock und arbeitete 2015–2024 am Liturgiewissenschaftlichen Institut der VELKD bei der Universität Leipzig zum Thema „Musik im Gottesdienst.“ 2021 promovierte er zum Dr. phil. an der Universität Göteborg über religiös inspirierten Jazz in christlicher Tradition.
Seit Herbst 2024 arbeitet er als Dekanatskantor im evangelischen Altdekanat Cham und der evangelischen Kirchengemeinde Cham.

## Diskographische Hinweise
- Roots (Gravity, 2002, mit Pauline Warjri)
- Frank Woeste, Uwe Steinmetz, Eric Schaefer: Songful (ART-PUR/yvp music 2004)
- Apfelschaun: New Episode (ca. 2010 mit Ben Schwendener, Bridget Kearney, Michael Calabrese)
- Absolutely! (Divine Art, 2013, mit dem Fitzwilliam String Quartet und Mads Tolling)
- Uwe Steinmetz & Daniel Stickan Waves (EJK Records 2013, mit Efrat Alony)
- Lass Leuchten uns dein göttlich Licht (Felicitas 2020, mit Esther Kaiser, Carol McGonnell, Marie-Christine Becker, Lauren Steinmetz, Arne Jansen, Carlos Bica, Eric Schaefer)
- The Pilgrimage (Traumton 2024, mit Arne Jansen, Anders Jormin)[7]